# Wolaytta jezik
Wolaytta jezik (borodda, ometo, ualamo, uba, uollamo, walamo, wallamo, welamo, wellamo, wolaita, wolaitta, wolataita, wolayta, wollamo; ISO 639-3: wal), omotski jezik uže centralnoometske skupine, kojim govori 1 230 000 ljudi (1994 popis) u regiji Wolaytta (Regija Južnih naroda, narodnosti i etničkih grupa). 
Pripadnici etničke grupe zovu se Wolaytta ili Welayta. Pismo je etiopsko; dijalekt: zala

## Vanjske poveznice
- Ethnologue (14th)
- Ethnologue (15th)